# Svante Leonard Rydholm
Sven (Svante) Leonard Rydholm, född 27 januari 1821 i Gärdhems socken, död 21 april 1885 i Uddevalla, var en svensk fotograf, målare och tecknare.

## Biografi
Han var son till instrumentmakaren Anders Rydholm och Stina Cajsa Borsett och från 1850 gift med Mathilda Sofia Odin samt far till Adolf Rydholm. Rydholm arbetade som målarlärling för skråmästaren Anders Göthberg 1835–1841 och kom därefter till Stockholm där han lärde sig dekorationsmålning hos Emanuel Limnell när han biträdde honom vid dekoreringen av Manegeteatern i Stockholm. Han var därefter anställd av Robert Wilhelm Ekman som medhjälpare vid dekorationsmålningen av Åbo domkyrka sommaren 1849. I slutet av 1849 reste han till Sankt Petersburg där han studerade för bataljmålaren Bogdan Pavlovitj Willewalde vid stadens konstakademi. Han var därefter verksam under tio års tid i Moskva där han utnämndes till kejserlig rysk hovmålare. Under perioden i Moskva utbildade han sig till fotograf. Han återvände till Sverige och var bosatt i Göteborg 1859-1861 och därefter i Linköping. Han etablerade en fotostudio i Linköping men kom efter något år att ta upp sitt målande igen och inredde en målarateljé i sin fotostudio. Dit kom elever för att lära sig måla och bland de mer bemärkta eleverna var Johan Krouthén. 
När Rydholm drabbades av en hjärnblödning 1883 avvecklade han sin verksamhet i Linköping för att bosätta sig i Uddevalla. Han medverkade första gången i en offentlig utställning i Finska Konstföreningens första utställning i Åbo 1847; om hans utställningsverksamhet i Sankt Petersburg och Moskva är mycket litet känt. Han medverkade i Konstakademiens utställning i Stockholm 1858 och i Göteborg 1869 samt på Uddevalla museum 1874. Bland hans offentliga arbeten märks en altartavla till Lane-Ryrs kyrka i Bohuslän. Rydholm finns representerad vid Nationalmuseum, Vänersborgs museum, Norrköpings konstmuseum och Östergötlands museum.